# Carlo Capone
Carlo Capone (Gassino Torinese, 12 aprile 1957) è un ex pilota di rally italiano.
Attivo negli anni ottanta, divenne famoso nel circuito per le incredibili capacità velocistiche, accompagnate da un temperamento non semplice.
Ha vinto il campionato Europeo di rally del 1984.

## Biografia
Carlo Capone esordisce al Rally di Chieri nel 1975, gara nazionale di Coppa Italia, dove riesce incredibilmente a vincere nella propria classe già il primo anno, con un'Autobianchi A112 Abarth. Durante la stagione disputa diverse gare a bordo della piccola vettura, fino al debutto nel Trofeo A112 del Rally 100.000 Trabucchi di Saluzzo, dove trionfa staccando il secondo classificato di oltre sei minuti.
Nel 1978, durante la seconda edizione del trofeo, ottiene la seconda piazza alle spalle del compagno di squadra della scuderia La Grifone, Fabrizio Tabaton. Qui, pur avendo dominato la difficile competizione, Capone subisce uno dei primi episodi che segneranno la sua carriera da un punto di vista psicologico: gli viene infatti dato ordine di cedere il primo posto allo stesso Tabaton, in virtù di accordi interni al team. Capone esegue mal volentieri "l'ordine", assicurandosi però in questo modo un ingaggio per la stagione successiva; come dichiarato in diverse interviste, tuttavia, l'episodio marcherà il campione, già di base poco incline a compromessi. Nel 1979 inizia così l'avventura con la Fiat Ritmo, con cui correrà fino al 1982 vincendo una gara al Lanterna, con la versione Gruppo 2, e addirittura il titolo di Gruppo A negli Internazionali '82.
Nel 1983 arriva il primo grande salto di qualità: Capone debutta con la Lancia all'epoca ai vertici, vince a Biella e resta in testa alle classifiche per metà del campionato internazionale. Inizia così la scalata al campionato europeo a bordo della Rally 037, con accanto il navigatore Sergio Cresto. Contemporaneamente, tuttavia, il direttore sportivo della casa torinese, Cesare Fiorio, ingaggia Henri Toivonen, giovane e veloce finlandese, che tutti considerano uno "sfasciamacchine"; Fiorio vuole Toivonen per stimolare a far ancora meglio il suo pilota di punta, Markku Alén. Toivonen, già sotto contratto con la Prodrive, che schiera le Porsche 911 nell'europeo, si trova a correre per la Lancia in alcune gare del mondiale, e contro la stessa squadra italiana nell'europeo, quindi anche contro Capone. L'entrata di Toivonen in Lancia diventa un enorme ostacolo per Capone, che punta al mondiale: il piemontese non nasconde il suo disappunto, lasciando dichiarazioni polemiche contro la casa automobilistica, rea di abbandonare il pilota italiano al destino di gregario.
Il rapporto fra Capone e i dirigenti Lancia inizia a compromettersi, segnandone il destino del pilota nel mondo dei rally. Lancia lo isola, con Capone reo di un temperamento aggressivo e contrario agli ordini di scuderia. Ma nel 1984 il pilota riesce comunque a vincere il campionato europeo, battendo fra gli altri lo stesso Toivonen. Sarà proprio il finlandese a riconoscere pubblicamente che, pur essendo lui molto forte, quell'anno non vinse perché c'era qualcuno che correva ancora più veloce di lui:
(Henri Toivonen, MotorSport Archive)
Ma a questo punto la carriera di Capone invece che decollare si interrompe bruscamente. Il pilota rilascia diverse dichiarazioni polemiche nei confronti dei vertici Lancia, minacciando un passaggio al team Rothmans: in tutta risposta la casa torinese decide di non proseguire il rapporto, nonostante la recente vittoria all'europeo. Dopo questo episodio Capone, anche per la nomea di pilota "difficile", non riesce più a trovare una scuderia disposta a farlo correre e il suo nome scompare bruscamente dalle cronache sportive.

## Il ritiro e le difficoltà personali
Profetiche risultano, alla luce dei fatti, le sue stesse dichiarazioni a ridosso della consegna del titolo:
(Carlo Capone)
Dal 1985, il pilota torinese, a parte una sporadica apparizione al Rally di Monza di quell'anno a bordo di un'Audi 80 quattro (con la quale primeggia nella sua classe), non partecipa più a gare ufficiali, eccezion fatta per il Rally Città di Torino 1987, dove, a bordo di una Peugeot 205 1.9 GTI di Gruppo N del team Spes Autosport, conquista un settimo posto assoluto dimostrando ancora una volta le sue straordinarie capacità velocistiche, con una vettura pressoché di serie. Dopo questo rally, Capone, non parteciperà più a gare ufficiali. La sua carriera sportiva si chiude così, nel silenzio, a soli trent'anni.
Alle difficoltà professionali si aggiungono drammi personali, destabilizzando definitivamente il suo benessere psicofisico: la morte della figlia di pochi mesi e la separazione dalla moglie. Capone sprofonda anno dopo anno nella depressione. Oggi vive in Piemonte, all'interno di una struttura che offre assistenza alle persone con patologie psichiatriche.
A lui è dedicato, pur non narrando realmente la sua storia, il film Veloce come il vento (2016), con Stefano Accorsi e Matilda De Angelis.

## Palmarès

### Campionato europeo rally
1984
- su Lancia Rally 037

### Risultati nel mondiale rally
| 1978 | Scuderia | Vettura                 |  |  |  |  |  |  |  |  |  |  |     |  | Punti | Pos. |
| ---- | -------- | ----------------------- |  |  |  |  |  |  |  |  |  |  | --- |  | ----- | ---- |
| 1978 | Lancia   | Autobianchi A112 Abarth |  |  |  |  |  |  |  |  |  |  | Rit |  | 0     |      |

| 1981 | Scuderia | Vettura              |  |  |  |  |  |  |  |  |  |     |  |  | Punti | Pos. |
| ---- | -------- | -------------------- |  |  |  |  |  |  |  |  |  | --- |  |  | ----- | ---- |
| 1981 |          | Fiat Ritmo 75 Abarth |  |  |  |  |  |  |  |  |  | Rit |  |  | 0     |      |

| 1982 | Scuderia   | Vettura                  |  |  |  |  |  |  |  |  |  |     |  |  | Punti | Pos. |
| ---- | ---------- | ------------------------ |  |  |  |  |  |  |  |  |  | --- |  |  | ----- | ---- |
| 1982 | Jolly Club | Fiat Ritmo Abarth 125 TC |  |  |  |  |  |  |  |  |  | Rit |  |  | 0     |      |

| 1984 | Scuderia     | Vettura          |  |  |  |  |  |     |  |  |  |  |  |  | Punti | Pos. |
| ---- | ------------ | ---------------- |  |  |  |  |  | --- |  |  |  |  |  |  | ----- | ---- |
| 1984 | Tre Gazzelle | Lancia Rally 037 |  |  |  |  |  | Rit |  |  |  |  |  |  | 0     |      |

| Legenda | 1º posto | 2º posto | 3º posto | A punti | Senza punti | Ritirato | Squalificato | NP=Non partito C=Gara cancellata | Apice=Power stage |